# Бишкинь (приток Сулы)
Бишкинь (укр. Бишкінь) — правый приток реки Сула, протекающий по Роменскому и Недригайловскому районам (Сумская область).

## География
Длина — 38 км. Площадь водосборного бассейна — 207 км². Русло реки в нижнем течении (село Малые Будки) находится на высоте 123,3 м над уровнем моря, в среднем течении (пруд у села Смелое) — 151,2 м.
Долина корытообразная, шириной до 2 км. Русло извилистое, шириной до 2 м. Верховья (небольшие участки) реки и её приток летом пересыхают.
Река течёт с северо-запада на юго-восток, затем в среднем течении поворачивает на юг: сначала по Роменскому затем Недригайловскому району. Река берет начало севернее пруда Бережневский на северной окраине села Сулимы (Роменский район). Впадает в реку Сула южнее села Ракова Сечь (Недригайловский район).
На реке в верхнем течении есть несколько прудов. В пойме нижнего течения реки расположены заболоченные участки с тростниковой и луговой растительностью.

## Притоки
левые Хусть правые нет крупных

## Населённые пункты
Населённые пункты на реке (от истока до устья):
Роменский район
1. Сулимы
2. Смелое

Недригайловский район
1. Томашовка
2. Малые Будки
3. Ракова Сечь